# 카라 토인턴
카라 토인턴(Kara Tointon, 1983년 8월 5일 ~ )은 잉글랜드의 배우이다.

## 출연 작품
- 렛츠 비 이블 (2016)
- 라스트 패신저 (2013)
- 스위니 (2012)
- 행운을 돌려줘 (2006)
- 풋볼 팩토리 (2004)
- 티처스 (2001)
- 이스트엔더스 (1985)